# 토리 더비토
토리 더비토(Torrey DeVitto, 1984년 6월 8일 ~ )는 미국의 배우이다.

## 출연 작품
- 플라이바이 (2019)
- 에이미 메이크 쓰리 (2016)
- 스티비 D (2015)
- 프리티 리틀 라이어스 6 (2015)
- 시카고 메드 (2015)
- 베스트 크리스마스 파티 에버 (2014)
- 프리티 리틀 라이어스 5 (2014)
- 프리티 리틀 라이어스 4 (2013)
- 아미 와이브즈 7 (2013)
- 에비던스 (2013)
- 치즈케이크 캐서롤 (2012)
- 프리티 리틀 라이어스 3 (2012)
- 프리티 리틀 라이어스 2 (2011)
- 더 라이트: 악마는 있다 (2011)
- 프리티 리틀 라이어스 1 (2010)
- 킬러 무비 (2008)
- 히버 홀리데이 (2007)
- 나는 항상 네가 지난 여름에 한일을 알고 있다 (2006)
- 스타크로스드 (2005)
- 드레이크와 조시 (2004)
- 원 트리 힐 (2003)